# パク・ソヒョン
パク・ソヒョン (1950年2月10日 - ) は、大韓民国出身の声優。 文化放送声優劇会所属。1968年MBC公開採用3期で入社。娘はKARAのパク・ギュリ。

## 出演作品

### 放送
- トッコタクの鳩合唱(MBC)-一番上の姉
- マジンガーZ(MBC)-エリ
- おてんばペプス(MBC)-ピピ
- ふしぎの海のナディア(MBC)-ナディア
- 赤ん坊熊ジャッキー(MBC)-ピギ
- クィヨムドゥンが友人(MBC)
- 金髪のジェニー(MBC)
- 私の愛ミューゼット(特選漫画/MBC)
- マイティーマウス(MBC)
- マンクスの冒険-愚か者ハツカネズミの冒険(特選漫画/MBC)
- 風のように雲のように(トゥニバース) -ウナ役
- バナーの冒険(MBC)
- 小公女セーラ(MBC)
- スター杯(MBC)
- アルプスのこだま(MBC)
- 親指姫(特選漫画-89年作/MBC)
- エディの幻想旅行(VIDEO) -エディ ママ/ハツカネズミ役
- 妖術姫ミンキ(KBS) -妖術国女王役
- 妖術姫ミンキ(SBS) -妖術国女王(実の母) /マリ役
- 妖精ピンク(国産/MBC) -ピンク役
- 勇敢なチョリ(MBC)
- 銀河鉄道999(96年再ダビング作/MBC) -ミエ役
- 太陽の王子ホルスの大冒険(MBC)
- テニスの女王(MBC) -緑川蘭子役
- 西部少年チャドリ(MBC)
- 未来勇士ボルト(MBC)
- 妖術天使コップニ(MBC)
- オーロラ王女と孫悟空(MBC) -ペラミス役

### 映画
- グレムリン2 (MBC)
- アマデウス(MBC)

### 洋画
- 息子と娘たち (MBC)
- フッカーとロマーノ(MBC)

### ラジオ
- 連続朗読(地図外に行軍せよ) (KBS第3ラジオ)